# Amika
Amika è una serie televisiva belga andata in onda tra il 2008 e il 2011 sul canale televisivo Ketnet. Le prime due stagioni sono andate in onda in Italia su RaiSat Smash Girls (pay TV) e su Rai Gulp (in chiaro).

## Trama
La serie racconta le vicende di Merel De Ridder che sogna di diventare cavallerizza, contro il volere del padre. Per realizzare il suo sogno trova lavoro presso un maneggio dove instaura un buon rapporto con Amika, il cavallo di Marie Claire.

## Personaggi e interpreti
- Moora Vander Veken: Merel De Ridder
- Niels Destadsbader: Olivier De La Fayette
- Gregory Van Damme: Grigo Van Den Broecke
- Ken Verdoodt: Jan Zanders
- Pieter Bamps
- Marc Coessens